# تترافينيلين
تترافينيلين هو هيدروكربون عطري متعدد الحلقات له الصيغة الكيميائية C24H16، ويتألف بنيوياً من حلقة ثمانية مركزية مرتبطة بأريع حلقات بنزين بشكل متقابل.

## التحضير
يمكن تحضير المركب مخبرياً من تفاعل بيفينيل بروميد المغنسيوم مع كلوريد النحاس الثنائي؛ أو من تفاعل بيفينيل الليثيوم مع كلوريد النيكل أو كلوريد الكوبالت.
كما يمكن أن تتم عملية التحضير انطلاقاً من مركب بيفينيلين باستخدام حفاز من ثنائي كربونيل مضاعف(ثلاثي فينيل فوسفان) النيكل.

## الخواص
يوجد تترافينيلين في الحالة العادية على شكل صلب؛ تبدي البنية ظاهرياً وجود تناظر فيها، إلا أنه من السهل تحويلها إلى شكل غير متناظر.

## اقرأ أيضاً
- تريفينيلين